# Mythodea
Mythodea è un'opera sinfonica del compositore greco Vangelis, presentata in concerto nel 1993 e pubblicata su CD dall'etichetta discografica Sony Classical nel 2001.

## Il primo concerto
Il primo concerto fu tenuto al teatro di Erode Attico (Atene, Grecia) il 13 luglio 1993. Vi erano due arpiste, il mezzosoprano Markella Hatziana, il soprano Lucienne Deval, il tutto condotto da Yvan Cassar.

## Tracce
1. Introduzione – 2:43
2. Movimento 1 – 5:41
3. Movimento 2 – 5:39
4. Movimento 3 – 5:51
5. Movimento 4 – 13:42
6. Movimento 5 – 6:35
7. Movimento 6 – 6:27
8. Movimento 7 – 4:58
9. Movimento 8 – 3:07
10. Movimento 9 – 5:00
11. Movimento 10 – 3:03